# Welsh Premier League (2008/2009)
Welsh Premier League 2008/2009 (znana jako  Principality Building Society Welsh Premier League ze względów sponsorskich) był 17. sezonem najwyższej klasy rozgrywkowej w Walii.
Sezon został otwarty 15 sierpnia 2008 r., a zakończył się 25 kwietnia 2009 r.
Mistrzem po raz drugi w swojej historii został zespół Rhyl.

## Skład ligi w sezonie 2008/2009
W lidze rywalizowało osiemnaście drużyn – siedemnaście z poprzedniego sezonu i jedna z Cymru Alliance: Prestatyn Town (mistrz Cymru Alliance), który zastąpił Llangefni Town F.C..
Z powodów licencyjnych żadna z drużyn Welsh Football League Division One nie otrzymała promocji, dzięki czemu w lidzie utrzymał się Caersws.
| Uczestnicy poprzedniej edycji | Uczestnicy poprzedniej edycji | Uczestnicy poprzedniej edycji | Uczestnicy poprzedniej edycji |
| --- | ----------------------------- | ----------------------------- | ----------------------------- |
| LLA | Llanelli AFC                  | Llanelli                      | 1                             |
| TNS | The New Saints F.C.           | Oswestry                      | 2                             |
| RHY | Rhyl FC                       | Rhyl                          | 3                             |
| PTT | Port Talbot Town F.C.         | Port Talbot                   | 4                             |
| BAN | Bangor City                   | Bangor                        | 5                             |
| CMR | Carmarthen Town               | Carmarthen                    | 6                             |
| NEA | Neath                         | Neath                         | 7                             |
| HAV | Haverfordwest County          | Haverfordwest                 | 8                             |
| ABE | Aberystwyth Town F.C.         | Aberystwyth                   | 9                             |
| WEL | Welshpool Town                | Welshpool                     | 10                            |
| AIR | Airbus UK Broughton           | Broughton                     | 11                            |
| CDR | Cefn Druids                   | Cefn Mawr, Wrexham            | 12                            |
| NTW | Newtown A.F.C.                | Newtown                       | 13                            |
| CAE | Caernarfon Town               | Caernarfon                    | 14                            |
| CQN | Connah’s Quay Nomads F.C.     | Connah’s Quay                 | 15                            |
| POR | Porthmadog                    | Porthmadog                    | 16                            |
| CWS | Caersws                       | Caersws                       | 17                            |
| Awans z Cymru Alliance 2007/08 |                               |                               |                               |
| PRE | Prestatyn Town                | Prestatyn                     | 1                             |
| Oznaczenia: - kolumna pierwsza – skróty nazw drużyn, - kolumna trzecia – siedziba klubu, - kolumna czwarta – miejsce zajęte w poprzednim sezonie. |                               |                               |                               |

## Rozgrywki

### Tabela
| Lp. | Drużyna                   | M  | Z  | R  | P  | Bramki | Bramki | Różn. | Pkt | Uwagi                                        |
| --- | ------------------------- | -- | -- | -- | -- | ------ | ------ | ----- | --- | -------------------------------------------- |
| 1   | Rhyl FC (M)               | 34 | 29 | 3  | 2  | 95     | 29     | +66   | 90  | Liga Mistrzów UEFA • II runda kwalifikacyjna |
| 2   | Llanelli AFC              | 34 | 26 | 5  | 3  | 98     | 38     | +60   | 83  | Liga Europy UEFA • I runda kwalifikacyjna    |
| 3   | The New Saints F.C.       | 34 | 20 | 11 | 3  | 79     | 27     | +52   | 71  | Liga Europy UEFA • I runda kwalifikacyjna    |
| 4   | Carmarthen Town           | 34 | 19 | 5  | 10 | 52     | 47     | +5    | 62  |                                              |
| 5   | Port Talbot Town F.C.     | 34 | 16 | 8  | 10 | 57     | 48     | +9    | 56  |                                              |
| 6   | Bangor City (P)           | 34 | 16 | 7  | 11 | 58     | 40     | +18   | 55  | Liga Europy UEFA • II runda kwalifikacyjna   |
| 7   | Haverfordwest County      | 34 | 16 | 7  | 11 | 53     | 39     | +14   | 55  |                                              |
| 8   | Aberystwyth Town F.C.     | 34 | 12 | 10 | 12 | 51     | 50     | +1    | 46  |                                              |
| 9   | Connah’s Quay Nomads F.C. | 34 | 12 | 5  | 17 | 49     | 65     | −16   | 41  |                                              |
| 10  | Newtown A.F.C.            | 34 | 10 | 10 | 14 | 46     | 54     | −8    | 40  |                                              |
| 11  | Welshpool Town            | 34 | 11 | 7  | 16 | 48     | 70     | −22   | 40  |                                              |
| 12  | Airbus UK Broughton       | 34 | 12 | 3  | 19 | 47     | 57     | −10   | 39  |                                              |
| 13  | Cefn Druids               | 34 | 9  | 7  | 18 | 57     | 74     | −17   | 34  |                                              |
| 15  | Neath1                    | 34 | 10 | 4  | 20 | 43     | 65     | −22   | 34  |                                              |
| 15  | Prestatyn Town            | 34 | 8  | 9  | 17 | 48     | 70     | −22   | 33  |                                              |
| 16  | Porthmadog                | 34 | 10 | 2  | 22 | 57     | 91     | −34   | 32  |                                              |
| 17  | Caersws2                  | 34 | 6  | 7  | 21 | 28     | 61     | −33   | 25  |                                              |
| 18  | Caernarfon Town3 (S)      | 34 | 5  | 8  | 21 | 32     | 73     | −41   | 20  | Spadek do Cymru Alliance                     |

### Wyniki
| Gospodarz \ Gość          | ABE | AIR | BAN | CAE | CWS | CMR | CDR | CQN | HAV | LLA | NEA | NTW | PTT | POR | PRE | RHY | TNS | WEL |
| Aberystwyth Town F.C.     |     | 1:0 | 1:2 | 3:1 | 2:2 | 0:3 | 1:1 | 1:1 | 0:3 | 1:1 | 6:2 | 2:0 | 1:1 | 5:2 | 2:1 | 0:1 | 2:2 | 0:2 |
| Airbus UK Broughton       | 1:2 |     | 2:3 | 4:3 | 0:2 | 0:1 | 1:0 | 0:0 | 2:4 | 0:4 | 4:3 | 3:1 | 1:1 | 0:3 | 1:1 | 1:3 | 1:0 | 5:0 |
| Bangor City               | 0:0 | 1:0 |     | 1:1 | 3:0 | 2:0 | 4:2 | 6:0 | 1:1 | 0:2 | 0:1 | 1:2 | 4:2 | 1:0 | 1:1 | 0:2 | 0:0 | 0:2 |
| Caernarfon Town           | 1:0 | 0:2 | 0:2 |     | 2:2 | 1:3 | 4:2 | 0:2 | 0:1 | 0:5 | 1:0 | 0:0 | 2:4 | 0:2 | 1:1 | 0:1 | 0:5 | 2:3 |
| Caersws                   | 1:3 | 1:3 | 0:1 | 1:0 |     | 0:2 | 1:2 | 0:1 | 1:0 | 0:2 | 0:0 | 1:1 | 4:2 | 3:2 | 1:2 | 0:3 | 2:6 | 0:1 |
| Carmarthen Town           | 2:1 | 1:0 | 3:1 | 2:1 | 1:1 |     | 1:0 | 2:0 | 3:0 | 1:4 | 5:2 | 0:0 | 1:1 | 1:0 | 1:0 | 1:2 | 2:3 | 0:1 |
| Cefn Druids               | 2:5 | 0:2 | 1:0 | 0:1 | 3:1 | 1:2 |     | 6:0 | 0:1 | 0:4 | 3:1 | 2:3 | 1:1 | 2:4 | 3:2 | 2:4 | 0:1 | 3:3 |
| Connah’s Quay Nomads F.C. | 1:2 | 2:3 | 1:3 | 1:1 | 1:0 | 1:3 | 2:3 |     | 2:1 | 3:1 | 5:0 | 3:3 | 0:2 | 3:1 | 3:1 | 2:3 | 0:2 | 1:0 |
| Haverfordwest County      | 5:1 | 3:0 | 0:2 | 1:1 | 2:0 | 1:1 | 1:1 | 2:0 |     | 0:1 | 2:0 | 1:0 | 0:1 | 4:2 | 3:1 | 1:3 | 2:2 | 3:1 |
| Llanelli AFC              | 3:0 | 3:2 | 4:3 | 3:2 | 3:0 | 5:2 | 1:1 | 4:1 | 2:1 |     | 2:1 | 3:1 | 2:0 | 5:0 | 6:1 | 0:1 | 1:1 | 4:1 |
| Neath                     | 0:4 | 3:1 | 0:1 | 2:1 | 0:0 | 2:0 | 1:0 | 0:1 | 1:1 | 0:3 |     | 3:0 | 2:3 | 3:0 | 2:0 | 2:2 | 1:4 | 3:2 |
| Newtown A.F.C.            | 2:1 | 0:1 | 1:3 | 2:2 | 0:0 | 2:3 | 4:0 | 1:2 | 4:2 | 2:6 | 2:0 |     | 1:0 | 2:0 | 1:1 | 1:2 | 0:0 | 4:1 |
| Port Talbot Town F.C.     | 1:1 | 2:1 | 2:1 | 1:0 | 2:0 | 0:0 | 3:2 | 0:2 | 1:2 | 4:6 | 2:0 | 1:2 |     | 1:3 | 3:1 | 2:2 | 0:0 | 4:0 |
| Porthmadog                | 4:1 | 3:4 | 0:6 | 1:3 | 0:1 | 1:3 | 2:3 | 6:5 | 2:1 | 3:3 | 1:4 | 3:1 | 1:2 |     | 3:2 | 0:3 | 2:2 | 2:1 |
| Prestatyn Town            | 1:0 | 2:1 | 2:2 | 5:0 | 3:2 | 1:2 | 3:3 | 1:1 | 0:1 | 0:1 | 1:0 | 1:0 | 0:3 | 5:2 |     | 1:4 | 1:4 | 2:2 |
| Rhyl FC                   | 0:0 | 1:0 | 4:1 | 4:0 | 3:1 | 3:0 | 3:4 | 2:0 | 2:0 | 5:1 | 4:2 | 3:0 | 2:3 | 2:0 | 7:2 |     | 2:1 | 7:1 |
| The New Saints F.C.       | 1:1 | 1:0 | 2:1 | 6:0 | 4:0 | 8:0 | 4:1 | 2:1 | 0:0 | 0:0 | 2:1 | 1:1 | 2:0 | 6:0 | 2:0 | 0:3 |     | 3:1 |
| Welshpool Town            | 0:1 | 2:1 | 1:1 | 1:1 | 1:0 | 2:0 | 3:3 | 3:1 | 1:3 | 1:3 | 2:1 | 2:2 | 1:2 | 3:2 | 2:2 | 0:2 | 1:2 |     |

Źródło:.

## Lista strzelców
| Zawodnik            | Drużyna               | Bramki |
| ------------------- | --------------------- | ------ |
| Rhys Griffiths      | Llanelli AFC          | 31     |
| Martin Rose         | Port Talbot Town F.C. | 25     |
| Marc Lloyd-Williams | Porthmadog FC         | 24     |
| Chris Sharp         | Bangor City           | 20     |
| Neil Roberts        | Rhyl FC               | 20     |
| Jack Christopher    | Haverfordwest County  | 20     |
| John Toner          | The New Saints F.C.   | 18     |
| Steve Rogers        | Welshpool Town        | 15     |
| Paul Roberts        | Welshpool Town        | 15     |
| Nick Woodrow        | Haverfordwest County  | 14     |

Źródło:.

## Najlepsi w sezonie
| Trener        | Allan Bickerstaff | Rhyl FC              | [ 3 ] |
| Zawodnik      | Gareth Owen       | Rhyl FC              | [ 4 ] |
| Młodzieżowiec | Lee Idzi          | Haverfordwest County | [ 4 ] |

## Jedenastka sezonu
| Pozycja   | Zawodnik       | Drużyna              |
| --------- | -------------- | -------------------- |
| Bramkarz  | Lee Idzi       | Haverfordwest County |
| Obrońca   | Craig Williams | Newtown A.F.C.       |
| Obrońca   | George Horan   | Rhyl FC              |
| Obrońca   | Stuart Jones   | Llanelli AFC         |
| Obrońca   | Andy Legg      | Llanelli AFC         |
| Pomocnik  | Craig Jones    | Rhyl FC              |
| Pomocnik  | Gareth Owen    | Rhyl FC              |
| Pomocnik  | John Leah      | The New Saints F.C.  |
| Pomocnik  | Sion Edwards   | Bangor City          |
| Napastnik | Neil Roberts   | Rhyl FC              |
| Napastnik | Rhys Griffiths | Llanelli AFC         |

Źródło:.

## Stadiony
| Aberystwyth Town F.C.   | Airbus UK Broughton                        | Bangor City           | Caernarfon Town  | Caersws                    | Carmarthen Town              |
| ----------------------- | ------------------------------------------ | --------------------- | ---------------- | -------------------------- | ---------------------------- |
| Park Avenue             | Hollingsworth Group International Airfield | Farrar Road Stadium   | The Oval         | Recreation Ground, Caersws | Richmond Park                |
| Pojemność: 2500         | Pojemność: 2100                            | Pojemność: 1500       | Pojemność: 3000  | Pojemność: 3500            | Pojemność: 3000              |
|                         |                                            |                       |                  |                            |                              |
| NEWI Cefn Druids A.F.C. | Connah’s Quay Nomads F.C.                  | Haverfordwest County  | Llanelli AFC     | Neath                      | Newtown A.F.C.               |
| Plaskynaston Lane       | Deeside Stadium                            | Bridge Meadow Stadium | Stebonheath Park | The Gnoll                  | Latham Park                  |
| Pojemność: 2000         | Pojemność: 5500                            | Pojemność: 2000       | Pojemność: 3700  | Pojemność: 6000            | Pojemność: 5000              |
|                         |                                            |                       |                  |                            |                              |
| Port Talbot Town F.C.   | Porthmadog                                 | Prestatyn Town        | Rhyl FC          | The New Saints F.C.        | Technogroup Welshpool Town   |
| Victoria Road           | Y Traeth Stadium                           | Bastion Road          | Belle Vue        | Park Hall                  | Maes y Dre Recreation Ground |
| Pojemność: 2500         | Pojemność: 2000                            | Pojemność: 1000       | Pojemność: 3800  | Pojemność: 2000            | Pojemność: 3000              |
|                         |                                            |                       |                  |                            |                              |